# Acacia gracilenta
Acacia gracilenta é uma espécie de leguminosa do gênero Acacia, pertencente à família Fabaceae.